# 엘리트주의
엘리트주의(영어: elitism)는 사회가 소수의 집단인 엘리트(elite)를 중심으로 움직인다고 보는 견해의 총칭이다. 또한 그러한 엘리트 계층이 사회를 이끌어야 한다고 믿는 입장을 가리키는 말로도 쓰인다.
엘리트 이론(elite theory)에 입각하여 보았을 때 사회는 권력을 가진 엘리트(elite, 選良)와 그렇지 못한 대중(mass, 大衆)으로 구분되며, 소수관료나 저명인사 등 사회지배계급(엘리트)에 의하여 정책문제가 일방적으로 채택된다. 엘리트주의자들은 정치적으로 무능한 일반대중을 지배하는 엘리트 중심의 계층적·하향적 통치질서를 중시한다.
다만 엘리트-매스의 도식(model)을 받아들이는 엘리트 이론에는 여러 견해와 입장이 있다. 정서적, 가치관적으로 엘리트나 매스 중 어느 한 쪽에 대오를 함께하는 소위 선민주의와 대중주의의 대립이 있으며, 한편 둘의 이해관계가 일치한다고 보는지의 여부 등에 따라 여러 사회론적 견해가 드러난다.
귀족적인 엘리트주의는 모두가 공통의 이해를 가진 공동체적 사회에서, 매스는 인간으로서의 온갖 힘을 개발할 수 없는 상태에 있는 자이고, 엘리트는 그것을 전면적으로 발전시킨 자로 본다. 따라서 양자 사이에 지배-피지배의 관계가 생기는 것을 자연스럽다 보고, 이것은 매스의 이해에도 합치한다고 하여 정서적·가치적으로 엘리트와 대오를 같이 하는 견해이다. 시민혁명 이후 이 견해는 후퇴했지만 대표제 민주주의의 이해와 관련하여 새로운 엘리트주의, 곧 다원적 엘리트주의가 출현하였다. 다원적 엘리트주의에 의하면 자유민주주의 사회에서는 대중을 대표하기 위하여 선출된 엘리트 간에 공개적인 경쟁관계가 계속되며 이러한 사회에서 엘리트(대표하는 자)와 대중(대표되는 자)은 정서적·가치적으로 대오를 같이 하지는 않지만 이해관계는 일치한다고 주장한다.
현대의 대중사회론은 정서적·가치적으로 매스(大衆)와 대오를 같이하고 양자의 대립을 주장하는 점에서는 지금까지의 엘리트주의와는 다르지만, 역시 사회는 엘리트가 움직인다고 보는 점에서 엘리트주의이다.
엘리트주의는 사회를 계층을 중심으로 보는 견해의 하나이며 인텔리겐치아를 과대시하는 자와 공통점을 가지고 있다. 이 사회관은 언제나 대중은 잠재적이지만 결정적인 힘을 가지고 있다는 점을 못 보고 있다는 비판이 따를 수 있다.

## 분류
엘리트이론에는 다음과 같은 것들이 있다.

### 고전적엘리트이론(19C말 유럽)
- 사회는 권력을 가진 소수 엘리트와 가지지 못한 일반대중으로 구별되며, 소수의 동질적이고 폐쇄적인 정치지도자(엘리트)가 다수의 일반대중을 지배
- 엘리트들은 자율적이고 다른 계층에 책임을 지지 않으며, 사회전체나 일반대중의 이익보다는 자신들의 이해관계를 고려하여 정책을 결정
- 미국의 고전적 민주주의에 대한 비판적 견해인 Pareto, Mosca, Michels 등의 과두제의 철칙에 기반
- 구체적인 방법론에 근거하지 못하였음

### 미국의 엘리트이론(1950년대)
유럽의 엘리트이론을 수용한 미국의 엘리트이론가들은 다음과 같은 연구결과를 토대로 미국도 엘리트 사회라고 주장함으로써 다원론자들을 자극하였다.
- C.W.Mills의 지위접근법 : 『Power Elite(1956)』에서 미국사회의 권력집중현상을 지적하며, 미국사회 전체를 지배하는 권력엘리트는 정치적으로 중요한 기관(정부, 군, 기업체)의 지도자로서 군-산업엘리트복합체가 정책결정에서 중요한 역할을 수행한다고 주장(전국적 차원에서 규명)
- F.Hunter의 명성접근법 : 사회적 명성이 있는 소수자(기업인, 변호사, 고위관료 등)들이 담배연기 자욱한 방에서 결정한 정책을 일반대중은 조용히 수용한다는 입장(지역사회 차원의 권력구조를 실증적으로 연구)

## 엘리트이론과 다원론의 논쟁
의제설정이론의 가장 대표적인 것들이 엘리트이론과 다원론이다. 이들간 논쟁은 다원론의 뿌리에 해당하는 고전적 민주주의 → 엘리트이론(유럽의 고전적 엘리트이론 → 미국의 엘리트이론) → 다원주의(고전적 다원주의 → R.Dahl의 다원론) → 신엘리트이론(무의사결정론) → 신다원론(정책망모형) 순으로 논쟁이 전개되었다. 최근에는 신다원론이 지배적인 견해이다.

## 반엘리트주의(Anti-elitism)
소수의 엘리트들이 정치권력을 독점하는 것에 반대하는 이념이다. 대중주의와 동의어로 쓰이기도 하고, 대개 반엘리트주의자들은 대중주의자들이기는 하지만 엄밀히 말해서 이 둘은 동의어가 아니다.

## 같이 보기
- 다원론
- 대중주의